# Liste der Monuments historiques in Senon
Die Liste der Monuments historiques in Senon führt die Monuments historiques in der französischen Gemeinde Senon auf.

## Liste der Immobilien
| Bezeichnung           | Beschreibung                                                                         | Standort                                          | Kennzeichnung | Schutzstatus      | Datum     | Bild           |
| --------------------- | ------------------------------------------------------------------------------------ | ------------------------------------------------- | ------------- | ----------------- | --------- | -------------- |
| Gallo-römischer Vicus | archäologische Fundstelle; befestigte gallo-römische Siedlung, 1. bis 4. Jahrhundert | im Siedlungsbereich und westlich des Ortes (Lage) | PA00106630    | Classé PA00106630 | 1923 1992 |                |
| Kirche St-Léonard     | 1536 fertiggestellt                                                                  | Rue de l’Église (Lage)                            | PA00106629    | Classé            | 1906      | weitere Bilder |

## Liste der Objekte
| Bezeichnung        | Beschreibung                                                                  | Standort                        | Kennzeichnung | Schutzstatus | Datum | Bild |
| ------------------ | ----------------------------------------------------------------------------- | ------------------------------- | ------------- | ------------ | ----- | ---- |
| Abendmahls-Retabel | Haupteintrag für PM55001094 bis PM55001096                                    | in der Kirche St-Léonard (Lage) | PM55001093    | Classé       | 1993  |      |
| Relief Abendmahl   | feinkörniger Kalkstein, um 1541; qualitätsvolle Arbeit nach Leonardo da Vinci | in der Kirche St-Léonard (Lage) | PM55001094    | Classé       | 1993  |      |
| Gedenktafel        | feinkörniger Kalkstein, bezeichnet 1541                                       | in der Kirche St-Léonard (Lage) | PM55001095    | Classé       | 1993  |      |
| Gesims             | feinkörniger Kalkstein, um 1541                                               | in der Kirche St-Léonard (Lage) | PM55001096    | Classé       | 1993  |      |
| Kreuzweg           | 15 Gemälde; Ölfarbe auf Leinwand, Holzrahmen, 1934 von Nicolas Untersteller   | in der Kirche St-Léonard (Lage) | PM55002693    | Inscrit      | 2010  |      |